# Обер-Мерлен
Обер-Мерлен (нім. Ober-Mörlen) — сільська громада в Німеччині, знаходиться в землі Гессен. Підпорядковується адміністративному округу Дармштадт. Входить до складу району Веттерау.
Площа — 37,65 км2. Населення становить 5760 ос. (станом на 31 грудня 2020).